# Hypocrita speciosa
Hypocrita speciosa là một loài bướm đêm thuộc phân họ Arctiinae, họ Erebidae.